# Abbé Pierre
Abbé Pierre, původně Henri Antoine Grouès (5. srpna 1912 Lyon – 22. ledna 2007 Paříž), byl francouzský katolický kněz, kapucín a nositel Řádu čestné legie.
Věhlas získal jako kazatel a charitativní pracovník, založil Emauzské hnutí, pečující o bezdomovce. V roce 2005 ho hlasy diváků France 2 umístily na 3. místo v anketě Největší Francouz všech dob, za Charlese de Gaulla a Louise Pasteura.
V roce 2024 se objevila obvinění ze sexuálního zneužívání nejméně dvou desítek žen a dětí.

## Život
Abbé Pierre, tehdy Henri Groues, se narodil do velmi zámožné továrnické rodiny. V 19 letech vstoupil do řádu kapucínů. Kvůli plicní tuberkulóze ale musel po několika letech přísný řád opustit a stal se kaplanem v Grenoblu. Během 2. světové války se po obsazení Francie nacisty angažoval v odboji a pomáhal Židům utíkat do Švýcarska.
Po válce byl několik let členem francouzského parlamentu. V roce 1949 založil na pařížském předměstí Neuilly-sur-Seine Emauzské hnutí, jež se stará o chudé, zejména bezdomovce. V současnosti působí v 50 zemích světa. Veřejnosti se stal abbé Pierre známým během tuhé zimy na přelomu let 1953–54, kdy na vlnách rozhlasu emotivně burcoval k pomoci mrznoucím bezdomovcům. Jeho popularita pak ve Francii rok od roku rostla.

## Názory
V posledních letech svého života se abbé Pierre od oficiální římskokatolické církve vzdálil. Ve své poslední knize „Můj Bože… proč“ z roku 2005 se nekonformně vyslovil k povinnému celibátu, homosexuálním partnerstvím či kněžskému svěcení žen.
Psal i o osobních tématech, např. svém vlastním zacházení se sexualitou. Přiznal, že několikrát měl letmé sexuální vztahy. „Ale nikdy jsem neměl pevný vztah, protože jsem nedovolil, aby sexuální touha ve mně zakořenila." Připustil, že zná sexuální touhu a „její velmi zřídkavé uspokojení, ale toto uspokojení bylo ve skutečnosti zdrojem nespokojenosti, protože jsem cítil, že jsem nebyl v pravdě.“
Pierre také vyslovil lítost nad tím, že se papežství stalo „příliš mocným". Katolicismus se podle něj musí osvobodit od „římského poručníkování místním církvím". To je podmínkou pro to, aby se církev stala znovu „evangelijní“ a aby bylo možné smíření mezi křesťany.

## Obvinění ze sexuálních zločinů
V červenci 2024 vydala Nadace Abbé Pierre a Emmaus prohlášení o výsledcích vyšetřování, které zadala poté, co se objevily obvinění o sexuálním zneužívání. Nezávislá výzkumná skupina uvedla, že sedm žen (jedna z nich byla v době zneužívání nezletilá) podalo svědectví o zneužívání, kterému byly ze strany francouzského kněze vystaveny od konce 70. let 20. století do roku 2005.
V září 2024 se ve zprávě, kterou si nadace nechala vypracovat, uvádí, že Abbè Pierre sexuálně obtěžoval nebo napadl nejméně dvě desítky žen ve Francii a ve Spojených státech. Mělo být zneužito i dítě mezi 8. a 9. rokem věku. Druhá zpráva vedla k přejmenování Nadace Abbé Pierre a k hlasování o odstranění jména kněze z loga Emmaus France. Centrum Abbé Pierra v Esteville v Normandii, kde dlouhá léta žil a je pohřben, bylo uzavřeno a jednalo se o likvidaci stovek sošek, bust a dalších vyobrazení zakladatele charity. Kolegové v Emauzích a katolické církvi o sexuálním chování abbého Pierra věděli, ale nepromluvili. Stejně tak o jeho zločinech mlčel i Vatikán.

## Citáty
| „ | Každodenní něžnou pozornost ženy jsem nikdy nepoznal. Cítil jsem to jako bolest a utrpení, které mě provázelo každým dnem mého života. | “ |

| „ | Kdyby mi znovu bylo osmnáct a kdybych věděl jen to, jak těžké je žít bez něžného pohlazení, a kdybych už nevěděl nic jiného, určitě bych neměl dost síly k radostnému vyslovení slibu čistoty. Ale kdyby mě někdo upozornil, že během této tak těžké cesty se člověk setká s projevy Boží něhy, pak ano, pak bych jistě celou svou bytostí řekl ano. | “ |

| „ | Říci, co vím... Jakmile se do toho pustím, zjišťuji, že jde vlastně jen o několik málo jistot. Jsou tři: a přece je pravda, že věčný Bůh je láska, a přece je pravda, že jsme milováni, a přece je pravda, že jsme svobodní. | “ |

## Dílo
- Abbé Pierre; Lenoir, Frédéric: Mon Dieu... pourquoi?, Plon Paris, 2005

### Česky
- Abbé Pierre: Testament, Karmelitánské nakl., Kostelní Vydří, 2009, ISBN 978-80-7195-226-8
- Abbé Pierre; Amblard, Hélène: Nic než láska (předmluva Petr Kolář), Karmelitánské nakl., Kostelní Vydří, 2001, ISBN 80-7192-548-9